# Dalí París

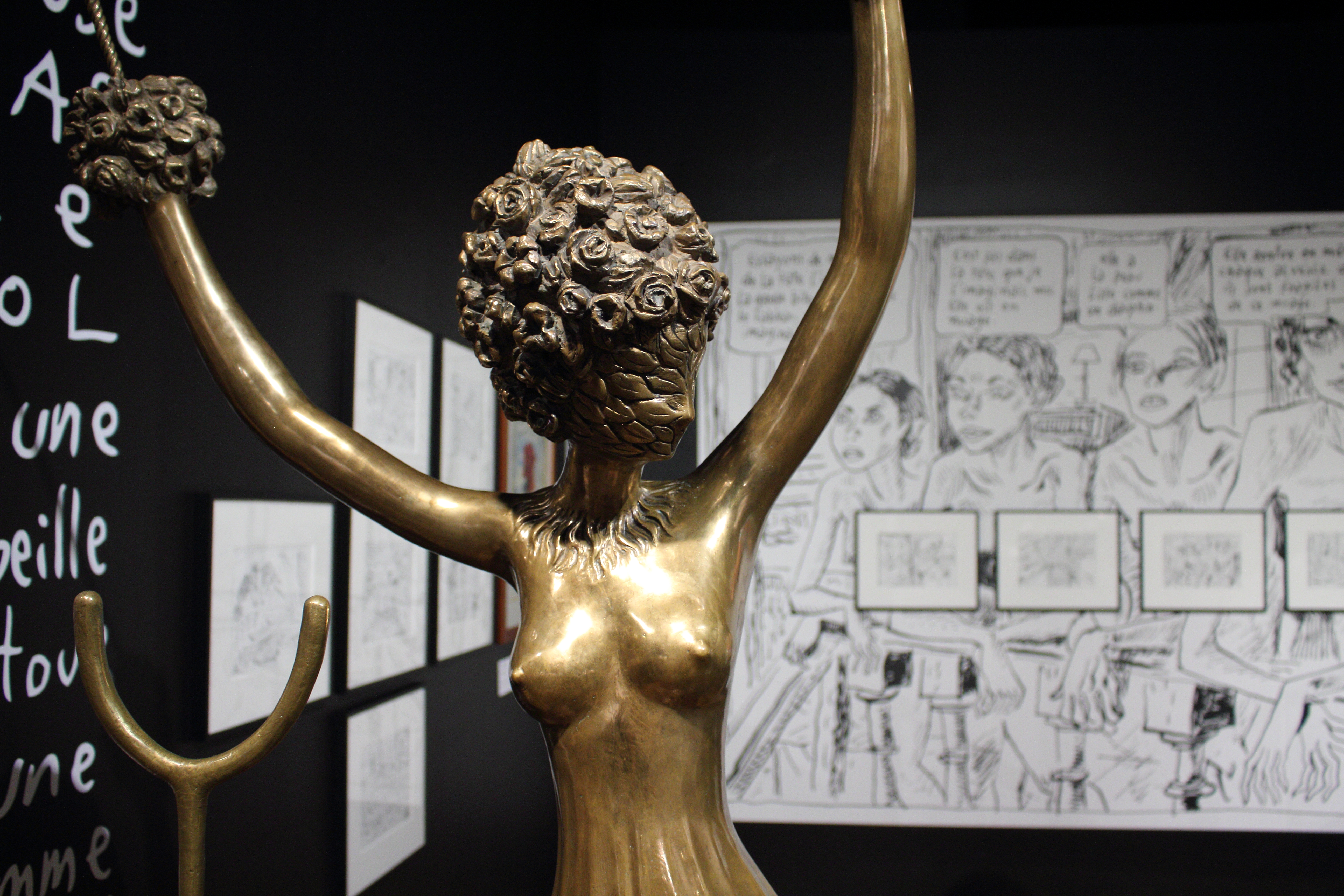
Estatua en el interior del museo

Dalí Paris, anteriormente conocido como Espace Dalí, es un museo de París, Francia, situado cerca de la famosa Place du Tertre, en Montmartre. El museo expone obras únicas de Salvador Dalí, en particular esculturas y grabados.
El museo abrió al público el 13 de junio de 1991, con el nombre de Espace Montmartre, como colección particular y privada del galerista italiano Beniamino Levi, a la que acudieron numerosas personalidades del mundo del arte y de la política, entre ellos, el entonces ministro de cultura francés, Jack Lang. En 2018, como celebración de su veinticinco aniversario, se realizó una pequeña intervención que obligó a cerrar el espacio durante cuatro meses, abriéndolo de nuevo al público en abril del mismo año, con la organización interna totalmente renovada.

## Colección
El museo cuenta con más de 300 obras de la colección Dali Universe, que representa el mundo onírico de uno de los mayores artistas del siglo XX. Se trata de la colección de esculturas de Dalí más importante en Francia, que representa un aspecto significativo de la creación artística de Dalí. 
La colección revela las realizaciones en tercera dimensión de las imágenes surrealistas más famosas del artista.
Sus famosas esculturas originales tales como el Elefante espacial o Alicia en el País de las maravillas son evidentemente presentadas, pero el visitante también descubre otros aspectos del genio daliniano, como por ejemplo obras en papel tales como Moisés y el monoteísmo, Memoria del Surrealismo, Don Quijote, etc.
Salvador Dalí ha ilustrado los principales temas de la literatura, la mitología, la historia y la religión. A través de estas obras prominentes, el artista expresa su propia visión de los temas poéticos y literarios universales.

## Ambiente y galerías
Una música guía al visitante de una obra hasta otra, mientras que talleres creativos para niños permiten a los más jóvenes familiarizarse con la obra de Salvador Dalí. El ambiente y el contexto del Dalí Paris es semejante al artista: teatral, colorido, en otras palabras, surrealista.
Existen dos galerías anejas que completan este la colección: la Galería Dalí que presenta una selección de obras (esculturas, grabados y litografías) del maestro, y la Galería Montmartre que saca a la luz, con el panorama de los techos parisinos en segundo plano, varios artistas contemporáneos.

## Exposiciones temporales
El museo programa regularmente nuevas exposiciones temporales.
- Dalí – Hologramas y juegos de óptica (19 de septiembre de 2008 hasta el 15 de enero de 2009). Dalí se interesó desde muy temprano por la ciencia y a los hologramas. Por lo tanto, esta exposición está dedicada a las experiencias visuales del artista y le rinde homenaje volviendo a visitar su obra con el prisma de efectos de óptica y de pantallas en 3D.
- Dalí y la Moda (2009).
- Dalí manos a la obra (10 de abril hasta el 24 de junio de 2010).

- Dalí de oro y joyas de Gala (16 de octubre de 2009 hasta el 20 de enero de 2010).
- La colección Sabater (2012).
- Arte callejero en el Espace Dalí (2014-2015).
- Daum, artistas variados (2015-2016).
- Joann Sfar - Salvador Dalí, un segundo antes de despertar (2016-2017).

## Horario
El museo está ubicado en la calle Poulbot, 11, París, 75018, Francia. Los visitantes pueden visitar el museo todos los días de 10:00 a 18:00.